# جيف كينت
جيف كينت (بالإنجليزية: Jeff Kent)‏ هو لاعب كرة قاعدة أمريكي، ولد في 7 مارس 1968 في بيلفلاوير في الولايات المتحدة.

## وصلات خارجية
- جيف كينت على موقع دوري كرة القاعدة الرئيسي (الإنجليزية)
- جيف كينت على موقعبيزبول رفرنس.كوم (الدوري الرئيسي) (الإنجليزية)
- جيف كينت على موقعبيزبول رفرنس.كوم (الدوري الثانوي) (الإنجليزية)
- جيف كينت على موقع إي إس بي إن.كوم (أم.أل.بي) (الإنجليزية)
- جيف كينت على موقع مشجعي الرسوم البيانية (الإنجليزية)